# NGC 371
NGC 371 ist ein offener Sternhaufen umgeben von dem Emissionsnebel (HII-Region) N76A in der etwa 200.000 Lichtjahre entfernten Kleinen Magellanschen Wolke. NGC 371 befindet sich im Sternbild Tukan.
NGC 371 wurde am 1. August 1826 von dem schottischen Astronomen James Dunlop entdeckt.
Die Sterne des offenen Sternhaufens entstehen aus dem leuchtenden Wasserstoff-Gas der HII-Region. Dieser Sternhaufen hat ungewöhnlich viele Veränderliche Sterne u. a. langsam pulsierende B Sterne (LPS).